# Gustav Schopf
Gustav Schopf (* 23. Januar 1899 in Gerlingen; † 21. Oktober 1987 in Stuttgart) war ein deutscher Maler.

## Leben
Georg Schopf wurde als Sohn eines Küfers geboren. Die Mutter stammte aus einer bürgerlichen Familie aus Reutlingen. Aufgewachsen ist Georg Schopf in Gerlingen und, nach dem Umzug der Familie, in Stuttgart. Dort besuchte er das Gymnasium, wo sein künstlerisches Talent von seinem Zeichenlehrer entdeckt wurde. Dem Vorschlag, Georg Schopf auf die Kunstakademie zu schicken, widersetzte sich der Vater vehement. Schopf meldete sich freiwillig zum Kriegsdienst und wurde verschüttet und schwer verwundet. U. a. wurde seine linke Hand beeinträchtigt. 1919 kam er als Invalide aus dem Krieg nach Stuttgart zurück. Er ging wieder zur Schule und machte das Abitur nach.
Auf Wunsch des Vaters begann er 1921 das Jura-Studium an der Universität Tübingen. Nach zwei Semestern wechselte er nach München. Dort bekam er Kontakt zur Kunstakademie. Nachdem sein Vater festgestellt hatte, dass der Sohn das Jurastudium nicht ernsthaft betrieb, entzog er ihm jede finanzielle Unterstützung und es kam zum völligen Bruch. Daraufhin begann er 1924 das Studium an der Akademie der Bildenden Künste Stuttgart. Sein erster Wunsch, Bildhauer zu werden, wurde durch die geschwächte linke Hand zunichtegemacht. Er wandte sich daher der Malerei zu. Seine Lehrer waren Arnold Waldschmidt, Heinrich Altherr und Robert Beyer. Schopf war ein Meisterschüler von Robert Breyer.
Schopf wurde 1929 Gründungsmitglied der Stuttgarter Neuen Sezession zusammen mit Manfred Henninger, Alfred Lehmann, Manfred Pahl und Wilhelm Geyer. Ab den späten 1920er Jahren nahm er an einigen Ausstellungen teil.
Eines seiner Hauptmotive war das Geschehen um den Hauptbahnhof in Stuttgart. Es entstanden zahlreiche Eisenbahnmotive. Aber er malte auch Landschaften und Akte.
Trotz seiner Gegnerschaft zum Nationalsozialismus, konnte er auch in dieser Zeit vereinzelt ausstellen.
Seine erste Ausstellung nach 1945 war im August 1945 im Stuttgarter Malerinnenhaus.
Er arbeitete und lebte in Stuttgart. Um 1946/47 lernte er Lothar Schall kennen. Schall wurde sein Schüler (Günther Wirth).
Nach 1951 lebte er sehr zurückgezogen und stellte über drei Jahrzehnte nicht mehr aus.
Posthume Ausstellungen fanden in Gerlingen 1989 und 2016 sowie im Museum der Stadt Ditzingen 2005 statt.
Schopf hat ca. 450 fertige Ölbilder, ca. 400 Aquarelle und ca. 600 Zeichnungen hinterlassen. 
Schopf ging 1929 eine erste Ehe ein, die bereits 1930 wieder geschieden wurde. Aus dieser Beziehung ist der Sohn Wolfgang (geb. 1930) hervorgegangen. Seit 1948 war Georg Schopf mit Doris Schopf (geb. Schwerdtner) verheiratet.

## Ausstellungen (Auswahl)
- 1928: „Kunst und Technik“, Folkwang Museum Essen
- 1929: Neue Sezession Stuttgart
- 1930: „Freie Kunstschau“, Berlin
- 1931: Neue Sezession, Kunstverein Ulm
- 1932: Kunsthaus Schaller (mit Anna Daiber)
- 1933: Neues Museum Wiesbaden
- 1934: Kunsthaus Fischinger
- 1936: Akademie-Ausstellung, Stuttgart
- 1943: Kunsthaus Schaller, Stuttgart
- 1945: Malerinnen-Haus, Stuttgart (mit Gerth Biese)
- 1948: Kammerspiele, Stuttgart
- 1950: Kunsthaus Fischinger
- 1951: „Roter Reiter“, Lindau
- 1981: Kunsthaus Fischinger, Stuttgart
- 1983: Galerie der Landesgirokasse, Stuttgart
- 1985: Ausstellung im Bahnhof, Stuttgart.
- 1986: Galerie Schlichtenmaier, Schloss Dätzingen
- 1987: Stuttgarter Neue Sezession, Kunstverein Ulm
- 1988: Rathaus, Stadt Freiberg a.N.
- 1989: Gedächtnisausstellung aus Anlass des 90sten Geburtstages, Stadt Gerlingen